# شورای دفاع کرواسی
شورای دفاع کرواسی (کرواتی: Hrvatsko vijeće obrane) تشکیلات رسمی ارتش کشور به رسمیت‌شناخته‌نشده جمهوری کروات بوسنی و هرزگوین است که از سال ۱۹۹۱ تا ۱۹۹۴ و در جریان جنگ بوسنی در بوسنی و هرزگوین موجودیت داشت.
در ۱ دسامبر ۲۰۰۵، این تشکیلات به بخشی از نیروهای مسلح بوسنی و هرزگوین تبدیل شد.